# Schokdemper

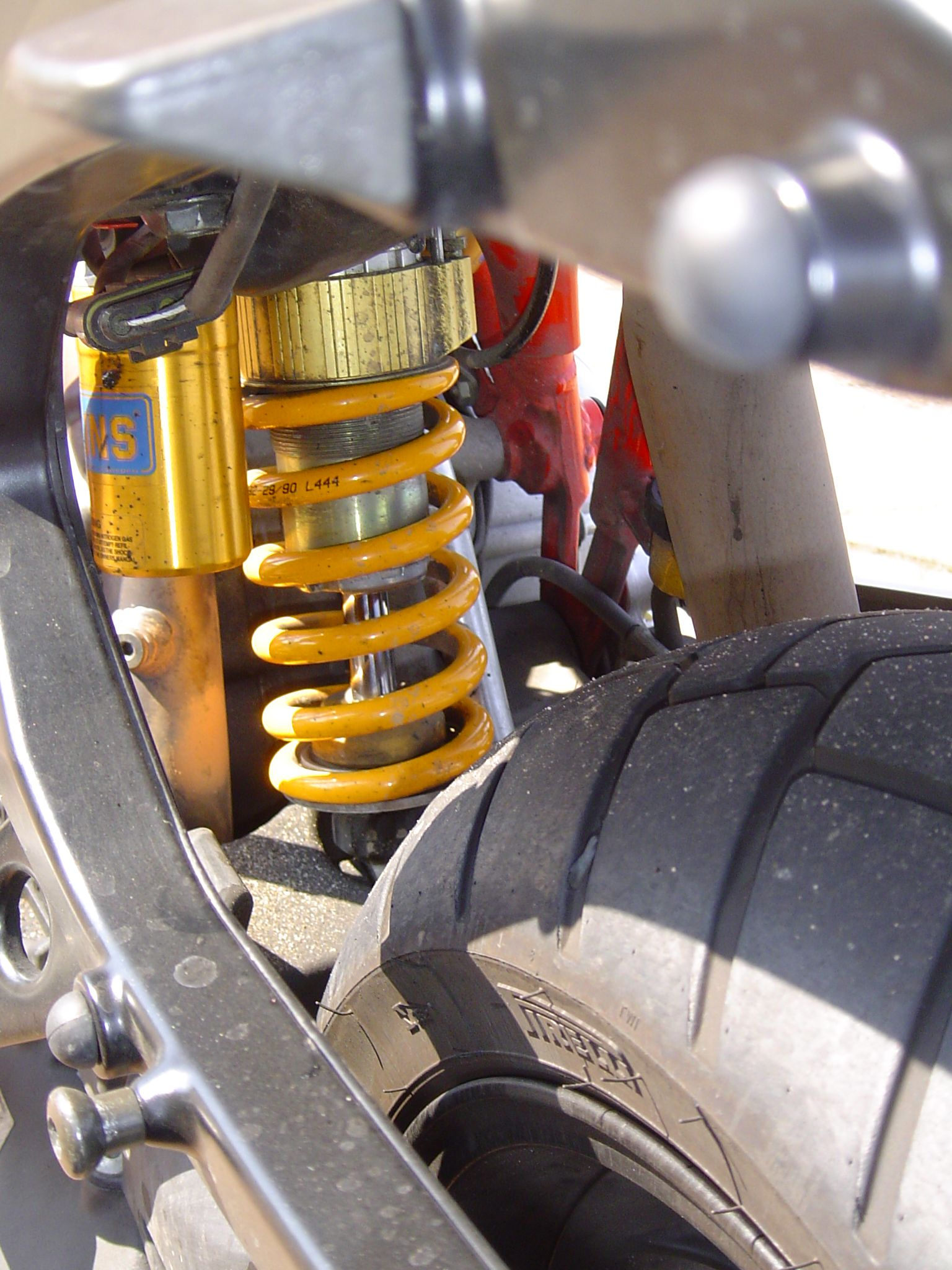
Schokdemper met veerelement van een Ducati-motorfiets

Principe van de schokdemper

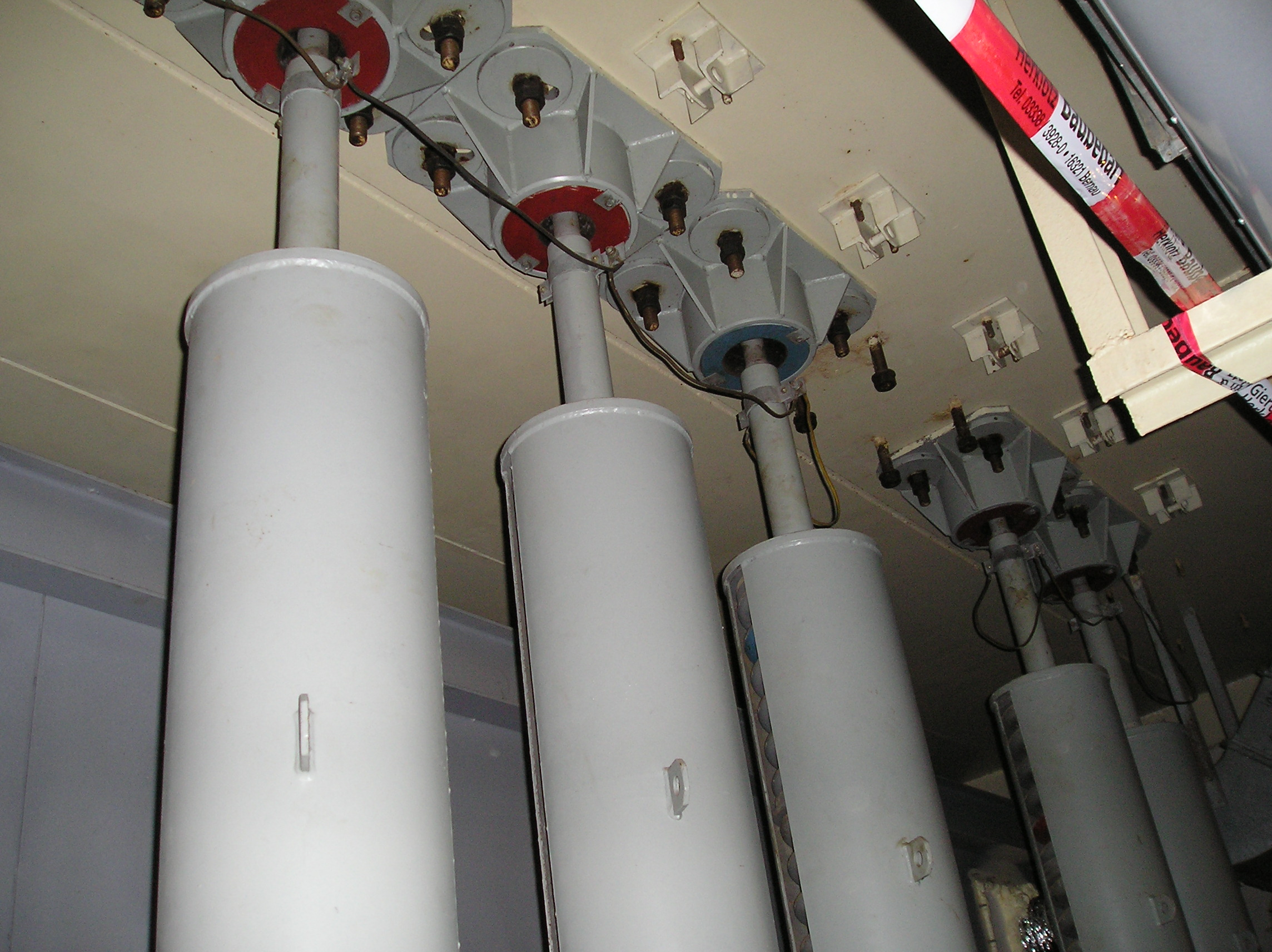
Schokdemper in bunker

Een schokdemper, of schokbreker is een apparaat dat onder meer in de wielophanging van een voertuig zit om de werking van de vering te dempen. Een voertuig zonder veerdemping zou langdurig ongecontroleerde veeroscillaties kunnen overbrengen aan de carrosserie, wat voor de inzittenden oncomfortabel is. Bovendien zouden de wielen het contact met het wegoppervlak kunnen verliezen waardoor het voertuig oncontroleerbaar wordt. De naam 'veertrillingsdemper' is eigenlijk beter op zijn plaats.
Een schokdemper bestaat uit een cilinder met daarin een hydraulische vloeistof, die via kleine openingen in en uit de cilinder kan stromen. In de cilinder zit een zuiger die door de verticale wielbewegingen op en neer gaat. Door de weerstand die de vloeistof ondervindt bij het passeren van de kleine openingen, worden de veerbewegingen gedempt.
De dempingskracht is afhankelijk van de snelheid waarmee de vloeistof door de opening(en) wordt geperst (of: bij de opgaande beweging: wordt terug gezogen). In veel gevallen is die kracht er (ongeveer) evenredig mee. Die evenredigheidsfactor wordt de dempingsfactor genoemd.
De afdichting tussen de cilinderwand en de zuiger bestaat bij eenvoudige schokdempers uit een coating of een nylon zuigerveer. Een meer duurzame zuigerafdichting is gefabriceerd uit een tefloncompound (bijvoorbeeld: PTFE en grafiet).
Over tijd en gebruik vermindert de dempende werking van een schokdemper, afhankelijk van de aard van gebruik en bouwkwaliteit van de schokdemper. De afdichting van de hydraulische vloeistof kan gaan lekken waardoor de vloeistof uit de cilinder ontsnapt. Hierna is de dempende werking (bijna) volledig verdwenen. Voor gebruik in onder andere de automobielindustrie worden de zuigers omhuld met een rubberen of kunststof stofhoes, om te voorkomen dat vuil (zand, vocht, e.d.) de zuiger vervuilen en de afdichting afbreken.

## Soorten schokdempers
In de automobielindustrie worden verschillende soorten schokdempers toegepast.

### Twintube
De meest voorkomende soort schokdempers is het twintube-type. De constructie van dit type schokdemper bestaat uit twee cilinders; een binnenste met hydraulische olie gevulde kamer waarin de zuiger op en neer beweegt, en een buitenste welke een expansie-reservoir vormt. Wanneer compressie wordt uitgeoefend op de zuiger wordt de hydraulische olie door een doorstroomklep geforceerd. De hydraulische olie stroomt door naar de expansieruimte in de buitenste cilinder waar de kinetische energie wordt omgezet in hitte.
In meer geavanceerde twintube-schokdempers is de expansieruimte (deels) gevuld met stikstofgas om het proces van hitte-afvoer te ondersteunen. De hydraulische vloeistof in een twintube-schokdemper zal na herhaaldelijke in- en uitbewegingen oververhitten en gaan schuimen. Hierdoor functioneert de twintube-schokdemper in verminderde mate totdat de hydraulische olie weer afkoelt en stabiliseert.

## APK
Een beschadigde of versleten schokdemper kan leiden tot verslechterd of, in extreme gevallen, oncontroleerbaar weggedrag. Daarnaast neemt bandenslijtage toe en rijcomfort af als gevolg van de ongecontroleerde veeroscillaties. Lekkende, beschadigde, verroeste of versleten schokdempers zijn daarom een apk-afkeurpunt tijdens een inspectie.